# Чёрный Яр (Камчатский край)
Чёрный Яр — исчезнувшее село в Усть-Камчатском районе Камчатского края России.
Расположено на левом берегу реки Камчатка в 19 км от её устья, с севера ограничено протокой Юколкой.
В месте расположения поселения высокий берег реки сложен илистыми клейкими отложениями почти чёрного цвета с очень тонкими прослойками желтоватого песка, по этому давно используемому названию обрывистого побережья — Чёрный Яр — и было наименовано село.
Основано в 1912 году отселившимися староверами. В 1926 году согласно Приполярной переписи здесь было 20 домохозяйств и 97 жителей. Основным занятием населения летом была рыбалка, зимой — охота, в том числе на соболей. В 1933 году в Чёрном Яру насчитывалось 19 хозяйств и 122 жителя.
В 1928 году было оставлено описание села побывавшим здесь профессором В. Ф. Овсянниковым:
Здесь уже живут выселившиеся с 1912 г. староверы. По внешнему виду можно заключить, что обитатели деревни — народ зажиточный: дома исправны… бычок симментальской породы, коровы голландского типа, огороды с картофелем. На берегу много рыбацких лодок, снастей. Эта деревня — поставщик судоводителей по реке Камчатке. Дома построены по типу сибирских зажиточных изб. В обстановке мебель, зеркала, на полу линолеум, швейная ножная машинка, самовар, граммофон. Возле изб и на берегу группы здоровых бойких ребятишек.
С 1935 по 1961 гг. в посёлке действовал колхоз «Новая жизнь».
29 марта 1968 года Чёрный Яр был исключён из списка населённых пунктов Камчатской области, его жители были переселены в Усть-Камчатск. До конца 1970-х гг. на месте селения сохранялся бревенчатый дом, используемый рыбаками колхоза «Путь Ленина». К настоящему времени от посёлка остались лишь развалины.